# Carlo Airoldi

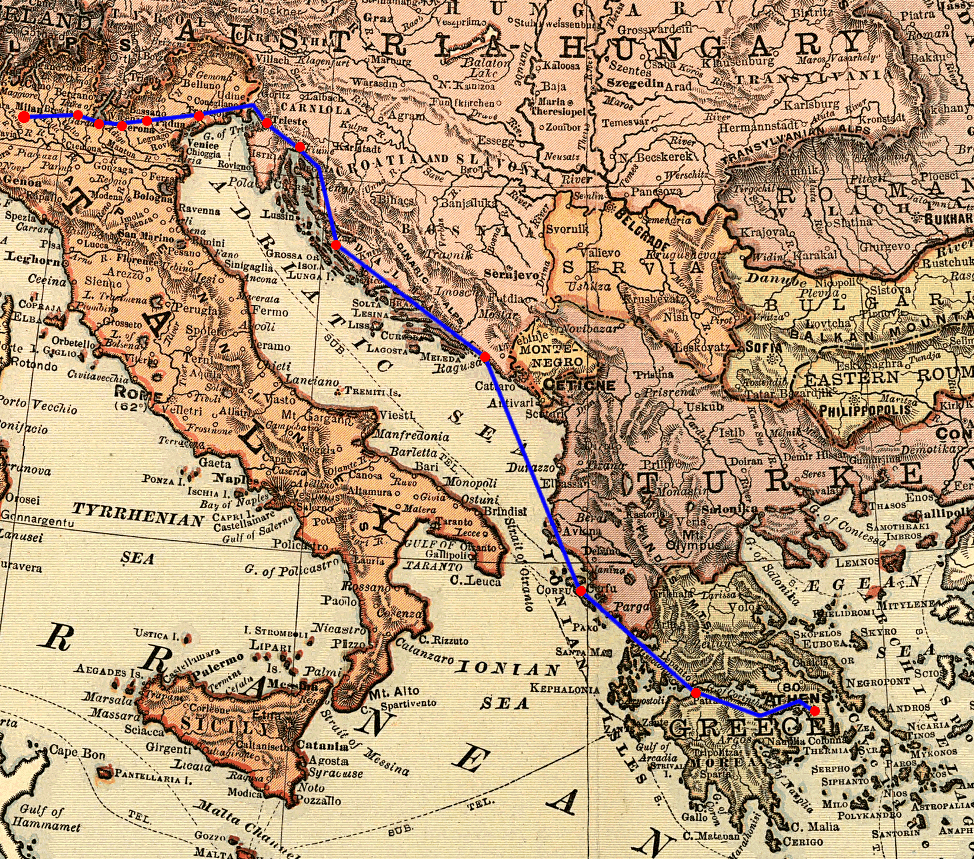
Trasa marszu Airoldiego do Aten

Carlo Airoldi (ur. 21 września 1869 w Origgio, zm. 18 czerwca 1929 w Mediolanie) – włoski robotnik i biegacz długodystansowy.

## Życiorys
Carlo Airoldi urodził się w 1869 roku w biednej rodzinie chłopskiej w Origgio koło Mediolanu. Od wczesnych lat pracował jako robotnik w fabryce czekolady w Mediolanie, trenował także różne dyscypliny sportu w mediolańskim klubie.
W 1892 roku zgłosił swój udział w biegu z Lecco do Mediolanu, którego długość wynosiła 50 km. Airoldi zwyciężył w tym biegu, ponadto był jednym z zaledwie kilku zawodników, którym udało się ukończyć bieg. Zwycięstwo w tym biegu sprawiło, że zaczął poważnie traktować karierę sportową. Wkrótce potem odniósł zwycięstwo w trzydniowym biegu z Mediolanu do Turynu na dystansie 130 km, w którym pokonał popularnego i faworyzowanego Francuza, Louisa Ortegue. Z czasem praca w fabryce stała się dla niego zajęciem pobocznym, a głównym treningi. Startował ponadto w zawodach zapaśniczych i w podnoszeniu ciężarów, gdzie mógł liczyć na symboliczne nagrody pieniężne. W 1895 roku wygrał 2.000 peset za zwycięstwo w dwunastoetapowym biegu Mediolan – Barcelona na dystansie 1050 km. Zawodnikom towarzyszyły tabory z wyżywieniem, każdy miał także zagwarantowane noclegi.
Dzięki zwycięstwom stał się popularny w całym kraju. Gdy dowiedział się o przygotowaniach do organizacji igrzysk olimpijskich, natychmiast postanowił wziąć w nich udział. We Włoszech nie było wówczas jednak zainteresowania igrzyskami, Airoldi okazał się być jedynym włoskim lekkoatletą, który był zainteresowany udziałem w niej (ostatecznie w igrzyskach udział wziął Giuseppe Rivabella, strzelec). Ponieważ nie miał wystarczających środków finansowych na odbycie podróży do Grecji statkiem lub pociągiem, zdecydował się na podróż pieszą. Dla swojej wyprawy i idei startu w igrzyskach pozyskał wsparcie jednej z redakcji gazet.
Podróż rozpoczął 28 lutego, ale napotkał na problemy w Dubrowniku, ponieważ położona w pobliżu granica z Turcją była zamknięta. Airoldi wygrał jednak odbywający się w tym czasie bieg wokół murów miejskich i za zdobyte w ten sposób pieniądze kupił bilet na statek. Do Aten dotarł 2 kwietnia. Ponieważ był pierwszym Włochem, który przybył do Grecji, został przyjaźnie przyjęty. Jego obecność pozwalała zaliczyć Włochy w poczet krajów biorących udział w igrzyskach, a na tym Grekom bardzo zależało.
Wraz z upływem czasu nastawienie Greków do Airoldiego ulegało zmianie. Grecy, którzy uznawali  zwycięstwo w rzucie dyskiem lub biegu maratońskim za podstawowy cel udziału w igrzyskach olimpijskich, obawiali się, że mogą ponieść porażkę w obu dyscyplinach (w tej pierwszej zwycięstwo odniósł Amerykanin). Zaczęto wypominać Airoldiemu udział w biegach z nagrodami, powołując się na zasadę dopuszczania do igrzysk wyłącznie amatorów. Mimo że te zasady nie były jednoznaczne, komitet olimpijski uległ greckim naciskom i zdyskwalifikował Airoldiego kilka godzin przed startem do biegu. Nie został potem wpuszczony na stadion; w czasie próby dostania na niego został aresztowany.
Po tych zdarzeniach przez całe życie marzył o zmierzeniu się z mistrzem olimpijskim Spyridonem Luisem, ale ten – po zwycięstwie – nie brał już udziału w zawodach.
Airoldi zmarł w 1929 roku.